# 爱有多深
《爱有多深》（又名《温暖》）是CCTV-8在2006年10月28日首播的一部怀旧言情电视剧。本剧的时代背景为20世纪1980年代到1990年代，地点为中国大陆北方的一座城市。主要讲述一对姐妹（郑好、郑秀）的人生传奇和他们之间的爱恨情仇。

## 剧情
郑好（秦海璐扮演）、郑秀（孙菲菲扮演）是一个普通家庭出生的姐妹俩。姐姐郑好个性要强，又因为从小心脏不好，父母亦十分怜惜，为人处事变的任性霸道；妹妹郑秀个性温柔，事事也着这姐姐。二人此后的人生道路经历了学业、感情、事业的不断纠葛，因为郑好的霸道自私个性和郑秀多有冲突，而父母又偏袒郑好，郑秀怀疑自己是否父母亲生，最后果真她们之间有一个不是亲生的，但却不是郑秀，而是……

## 主创
- 出 品 人:朱彤 周大新
- 总 监 制:汪国辉 张虹娟
- 责任编导:王 浩
- 责任制片:李长江
- 总 策 划:许 波 戚晓东
- 策 划:杨正才
- 制 片 人:白 羽
- 编 剧:林和平
- 摄 影:刘小林 路军
- 美 术:刘世君 李俊杰 陈克
- 剪 辑:郎梦雪
- 录 音:卢 斌
- 作 曲:郑 军
- 导 演:张国庆

## 演员表
- 郑 秀 — 孙菲菲

个性内向，心地善良，乐观向上，有时候比较固执但有时候又没有主见。做事脚踏实地，但内心其实十分浪漫，喜欢唱歌，但别人却不知道。
- 郑 好 — 秦海璐

从小心脏不太好，被长辈们宠爱，但个性霸道自私，优点是热情大胆、敢想敢做，但却不在意他人的感受，时而富有心计，时而又显得白痴。
- 许 辉 — 于洋

- 曲嘉良 — 朱铁

- 郑 重 — 谢钢

郑家姐妹的父亲，博学多才，喜欢读古书，自称是一个知识分子，但实际身份是一个拣字工。有些结巴，却喜欢跟别人讲道理，但其实内心十分脆弱，十分依赖妻子。
- 赵桂荣 — 杜宁林

郑家姐妹的母亲，典型的口硬心软。在家里十分强势，无论对错都不让步，口头禅是“听我的没错”。但内心十分善良，对丈夫，对女儿，骨子是深沉的爱。
- 曲震云 — 郭柏松
- 汪玉珍 — 赵越
- 蔡喜莲 — 王素云
- 马红艳——闫学晶
- 苗春雷 — 林家川
- 邹 洁 — 梁郁
- 铃 铃 — 张楠
- 何庆林 — 李忠华
- 吕雅芝 — 花菲
- 军 哥 — 陈强
- 美 霞 — 王美子
- 吕志伟——鄂善铭
- 小剪子 — 丫丫
- 冯大来 — 林涛
- 于香兰 — 宁幻秋
- 柳厂长 — 刘继超

## 链接
- 新华网《爱有多深》（页面存档备份，存于）